# Deuxième district congressionnel du Tennessee
Le 2e district congressionnel du Tennessee est un district de l'est du Tennessee. Il est représenté par le républicain Tim Burchett depuis janvier 2019. Bien que le district ait pris de nombreuses formes au fil des ans, il est centré sur Knoxville depuis 1853. Pendant la guerre civile américaine, la région était représentée au Congrès par Horace Maynard. Maynard a changé de parti à plusieurs reprises mais était pro-américain et n'a pas démissionné du Congrès lorsque le Tennessee a fait sécession. Maynard entra au Congrès en 1857 (quatre ans avant le déclenchement de la guerre) mais ne le quitta complètement qu'en 1875 (dix ans après la fin de la guerre).
Lors des élections de 1964, le district a choisi le maire de Knoxville, John Duncan Sr. Duncan a servi pendant 23 ans avant de mourir à l'été 1988. Après la mort de Duncan, le district a élu son fils, Jimmy. Le jeune Duncan a servi pendant plus de trente ans de fin 1988 jusqu'à ce que son successeur prête serment début janvier 2019. À la retraite de Jimmy Duncan, le district a choisi le maire sortant du comté de Knox, Tim Burchett, en poste depuis janvier 2019.
Les quelques poches démocrates du district sont situées à Knoxville, qui a élu des maires démocrates consécutivement depuis 2011 et envoie des législateurs démocrates à l'Assemblée générale du Tennessee. Cependant, ils ne sont pas à la hauteur de la tendance républicaine écrasante du reste du comté de Knox et des zones plus suburbaines et rurales. Par exemple, les comtés de Blount, Jefferson et Grainger sont parmi les rares comtés du pays à n'avoir jamais soutenu un démocrate à la présidence depuis la guerre civile.
Cette circonscription accorde traditionnellement à ses membres du Congrès des mandats très longs à Washington, élisant certains des rares membres républicains du sud véritablement importants avant les années 1950. Depuis 1909, seules sept personnes (sans compter les gardiens) ont représenté le district : Richard W. Austin, J. Will Taylor, John Jennings Jr., Howard Baker Sr., John Duncan Sr., Jimmy Duncan et Burchett. Les six prédécesseurs de Burchett ont siégé au Congrès pendant au moins dix ans, Taylor et les Duncan occupant ce siège depuis au moins vingt ans.

## Frontières actuelles
Le district est situé dans l'est du Tennessee et borde le Kentucky et la Virginie au nord et la Caroline du Nord au sud.
Il couvre la totalité des comtés de Blount, Claiborne, Grainger, Knox, Loudon et Union, ainsi que la moitié nord du comté de Campbell et une partie du comté de Jefferson.

## Histoire
Le district est basé à Knoxville et s'étend en grande partie sur la zone métropolitaine de cette ville. La région est connue pour abriter le campus phare de l'université du Tennessee, qui a accueilli l'Exposition universelle de 1982, et pour être le siège de la Tennessee Valley Authority, de Ruby Tuesday et de Pilot Flying J.
Le 2e présente un caractère similaire au 1er voisin. C'est depuis longtemps l'un des districts les plus sûrs du pays pour le Parti Républicain. Aucun démocrate n'a représenté la circonscription depuis 1855, et les républicains occupent la circonscription de manière continue depuis 1867 – la plus longue période pendant laquelle un parti a conservé une circonscription. Les démocrates ont organisé des courses compétitives dans le district au cours des années 1930. Cependant, ils n’ont présenté aucun candidat sérieux depuis 1964 et n’ont obtenu que 40 % des voix à deux reprises depuis lors.
La plupart de ses habitants ont soutenu les États-Unis contre la Confédération pendant la guerre civile américaine ; c'était l'un des quatre districts dont les membres du Congrès n'ont pas démissionné lorsque le Tennessee a déclaré sa sécession des États-Unis en 1861. Les habitants de la région se sont immédiatement identifiés aux républicains après la fin des hostilités. Une grande partie de ce sentiment provenait de la base économique de la région, constituée de petites exploitations agricoles, avec peu ou pas de recours à l'esclavage ; ainsi, les électeurs étaient pour la plupart indifférents ou hostiles aux préoccupations des propriétaires de plantations et autres intérêts fonciers plus à l'ouest de l'État, qui se sont alignés sur le Parti Démocrate. Cette loyauté a persisté dans les bons comme dans les mauvais moments, malgré les vastes changements idéologiques intervenus depuis lors dans les deux partis politiques.

## Historique de vote

### Résultats sous les anciennes frontière (2013 - 2023)
| Année | Poste     | Résultats              |
| ----- | --------- | ---------------------- |
| 2000  | Président | Bush 59,0 % - 39,0 %   |
| 2004  | Président | Bush 64,0 % - 35,0 %   |
| 2008  | Président | McCain 64,0 % - 34,5 % |
| 2012  | Président | Romney 67,3 % - 31,0 % |
| 2016  | Président | Trump 65,0 % - 29,7 %  |
| 2020  | Président | Trump 63,0 % - 34,5 %  |

## Liste des Représentants du district
| Membre                         | Parti                    | Années                              | Congrès     | Histoire électorale | Zone géographique                     |
| ------------------------------ | ------------------------ | ----------------------------------- | ----------- | --- | ------------------------------------- |
| District établi le 4 mars 1805 |                          |                                     |             | |                                       |
| George W. Campbell             | Républicain-Démocrate    | 4 mars 1805 - 3 mars 1809           | 9e , 10e    | Redécoupage depuis le district at-large et réélu en 1805. Réélu en 1807. Retrait pour devenir Juge de la Cour Suprême du Tennessee. | 1805–1813 "District Hamilton"         |
| Robert Weakley (en)            | Républicain-Démocrate    | 4 mars 1809 - 3 mars 1811           | 11e         | Élu en 1809. Retrait. | 1805–1813 "District Hamilton"         |
| John Sevier                    | Républicain-Démocrate    | 4 mars 1811 - 24 septembre 1815     | 12e - 14e   | Élu en 1811. Réélu en 1813. Réélu en 1815. Décès. | 1805–1813 "District Hamilton"         |
| John Sevier                    | Républicain-Démocrate    | 4 mars 1811 - 24 septembre 1815     | 12e - 14e   | Élu en 1811. Réélu en 1813. Réélu en 1815. Décès. | 1813–1823                             |
| Vacant                         | Vacant                   | 24 septembre 1815 - 8 décembre 1815 | 14e         | |                                       |
| William G. Blount (en)         | Républicain-Démocrate    | 8 décembre 1815 - 3 mars 1819       | 14e , 15e   | Élu pour terminer le mandat de Sevier. Réélu en 1817. Retrait. |                                       |
| John A. Cocke (en)             | Républicain-Démocrate    | 4 mars 1819 - 3 mars 1825           | 16e - 19e   | Élu en 1819. Réélu en 1821. Réélu en 1823. Réélu en 1825. Retrait. |                                       |
| John A. Cocke (en)             | Républicain-Démocrate    | 4 mars 1819 - 3 mars 1825           | 16e - 19e   | Élu en 1819. Réélu en 1821. Réélu en 1823. Réélu en 1825. Retrait. | 1823–1833                             |
| John A. Cocke (en)             | Jacksonien (en)          | 4 mars 1825 - 3 mars 1827           | 16e - 19e   | Élu en 1819. Réélu en 1821. Réélu en 1823. Réélu en 1825. Retrait. |                                       |
| Pryor Lea (en)                 | Jacksonien (en)          | 4 mars 1827 - 3 mars 1831           | 20e , 21e   | Élu en 1827. Réélu en 1829. Perd sa réélection. |                                       |
| Thomas D. Arnold (en)          | Anti-Jacksonien          | 4 mars 1831 - 3 mars 1833           | 22e         | Élu en 1831. Redécoupage vers le 1er district et perd sa réélection. |                                       |
| Samuel Bunch (en)              | Jacksonien (en)          | 4 mars 1833 - 3 mars 1835           | 23e , 24e   | Élu en 1833. Réélu en 1835. Perd sa réélection. | 1833–1843                             |
| Samuel Bunch (en)              | Anti-Jacksonien          | 4 mars 1835 - 3 mars 1837           | 23e , 24e   | Élu en 1833. Réélu en 1835. Perd sa réélection. | 1833–1843                             |
| Abraham McClellan (en)         | Démocrate                | 4 mars 1837 - 3 mars 1843           | 25e - 27e   | Élu en 1837. Réélu en 1839. Réélu en 1841. Retrait. | 1833–1843                             |
| William T. Senter (en)         | Whig                     | 4 mars 1843 - 3 mars 1845           | 28e         | Élu en 1842. Retrait. | 1843–1853                             |
| William M. Cocke (en)          | Whig                     | 4 mars 1845 - 3 mars 1849           | 29e , 30e   | Élu en 1845. Réélu en 1847. Perd sa réélection comme Démocrate. | 1843–1853                             |
| Albert G. Watkins (en)         | Whig                     | 4 mars 1849 - 3 mars 1853           | 31e , 32e   | Élu en 1849. Réélu en 1851. Redécoupage vers le 1er district et perd sa réélection. | 1843–1853                             |
| William M. Churchwell (en)     | Démocrate                | 4 mars 1853 - 3 mars 1855           | 33e         | Redécoupage depuis le 3e district et réélu en 1853. Retrait. | 1853–1863                             |
| William H. Sneed (en)          | Know Nothing             | 4 mars 1855 - 3 mars 1857           | 34e         | Élu en 1855. Retrait. | 1853–1863                             |
| Horace Maynard                 | Know Nothing             | 4 mars 1857 - 3 mars 1859           | 35e - 37e   | Élu en 1857. Réélu en 1859. Réélu en 1861. N'a pas pu se présenter pour sa réélection, l'État étant sous occupation de la Confédération. | 1853–1863                             |
| Horace Maynard                 | Opposition Party (en)    | 4 mars 1859 - 3 mars 1861           | 35e - 37e   | Élu en 1857. Réélu en 1859. Réélu en 1861. N'a pas pu se présenter pour sa réélection, l'État étant sous occupation de la Confédération. | 1853–1863                             |
| Horace Maynard                 | Unioniste                | 4 mars 1861 - 3 mars 1863           | 35e - 37e   | Élu en 1857. Réélu en 1859. Réélu en 1861. N'a pas pu se présenter pour sa réélection, l'État étant sous occupation de la Confédération. | 1853–1863                             |
| Districtric inactif            | Districtric inactif      | 4 mars 1863 - 24 juillet 1866       | 38e , 39e   | Guerre de Sécession et Reconstruction | Guerre de Sécession et Reconstruction |
| Horace Maynard                 | Unioniste Inconditionnel | 24 juillet 1866 - 3 mars 1867       | 39e - 42e   | Élu en 1865. Réélu en 1867. Réélu en 1868. Réélu en 1870. Redécoupage vers le district at-large. | 1866–1873                             |
| Horace Maynard                 | Républicain              | 4 mars 1867 - 3 mars 1873           | 39e - 42e   | Élu en 1865. Réélu en 1867. Réélu en 1868. Réélu en 1870. Redécoupage vers le district at-large. | 1866–1873                             |
| Jacob M. Thornburgh (en)       | Républicain              | 4 mars 1873 - 3 mars 1879           | 43e - 45e   | Élu en 1872. Réélu en 1874. Réélu en 1876. Retrait. | 1873–1883                             |
| Leonidas C. Houk (en)          | Républicain              | 4 mars 1879 - 25 mai 1891           | 46e - 52e   | Élu en 1878. Réélu en 1880. Réélu en 1882. Réélu en 1884. Réélu en 1886. Réélu en 1888. Réélu en 1890. Décès. | 1873–1883                             |
| 1883–1893                      |                          |                                     | 46e - 52e   | Élu en 1878. Réélu en 1880. Réélu en 1882. Réélu en 1884. Réélu en 1886. Réélu en 1888. Réélu en 1890. Décès. |                                       |
| Vacant                         | Vacant                   | 25 mai 1891 - 7 décembre 1891       | 52e         | |                                       |
| John C. Houk (en)              | Républicain              | 7 décembre 1891 - 3 mars 1895       | 52e , 53e   | Élu pour terminer le mandat de son père. Réélu en 1892. Perd sa renomination et perd sa réélection en tant que Républicain Indépendant. |                                       |
| 1893–1903                      |                          |                                     | 52e , 53e   | Élu pour terminer le mandat de son père. Réélu en 1892. Perd sa renomination et perd sa réélection en tant que Républicain Indépendant. |                                       |
| Henry R. Gibson (en)           | Républicain              | 4 mars 1895 - 3 mars 1905           | 54e - 58e   | Élu en 1894. Réélu en 1896. Réélu en 1898. Réélu en 1900. Réélu en 1902. Retrait. |                                       |
| 1903–1913                      |                          |                                     | 54e - 58e   | Élu en 1894. Réélu en 1896. Réélu en 1898. Réélu en 1900. Réélu en 1902. Retrait. |                                       |
| Nathan W. Hale (en)            | Républicain              | 4 mars 1905 - 3 mars 1909           | 59e , 60e   | Élu en 1904. Réélu en 1906. Perd sa réélection. |                                       |
| Richard W. Austin (en)         | Républicain              | 4 mars 1909 - 3 mars 1919           | 61e - 65e   | Élu en 1908. Réélu en 1910. Réélu en 1912. Réélu en 1914. Réélu en 1916. Perd sa renomination et perd sa réélection en tant qu'Indépendant. |                                       |
| 1913–1923                      |                          |                                     | 61e - 65e   | Élu en 1908. Réélu en 1910. Réélu en 1912. Réélu en 1914. Réélu en 1916. Perd sa renomination et perd sa réélection en tant qu'Indépendant. |                                       |
| J. Will Taylor (en)            | Républicain              | 4 mars 1919 - 14 novembre 1939      | 66e - 76e   | Élu en 1918. Réélu en 1920. Réélu en 1922. Réélu en 1924. Réélu en 1926. Réélu en 1928. Réélu en 1930. Réélu en 1932. Réélu en 1934. Réélu en 1936. Réélu en 1938. Décès. |                                       |
| 1923–1933                      |                          |                                     | 66e - 76e   | Élu en 1918. Réélu en 1920. Réélu en 1922. Réélu en 1924. Réélu en 1926. Réélu en 1928. Réélu en 1930. Réélu en 1932. Réélu en 1934. Réélu en 1936. Réélu en 1938. Décès. |                                       |
| 1933–1943                      |                          |                                     | 66e - 76e   | Élu en 1918. Réélu en 1920. Réélu en 1922. Réélu en 1924. Réélu en 1926. Réélu en 1928. Réélu en 1930. Réélu en 1932. Réélu en 1934. Réélu en 1936. Réélu en 1938. Décès. |                                       |
| Vacant                         | Vacant                   | 14 novembre 1939 - 30 décembre 1939 | 76e         | |                                       |
| John Jennings Jr. (en)         | Républicain              | 30 décembre 1939 - 3 janvier 1951   | 76e - 81e   | Élu pour terminer le mandat de Taylor. Réélu en 1940. Réélu en 1942. Réélu en 1944. Réélu en 1946. Réélu en 1948. Perd sa renomination. |                                       |
| 1943–1953                      |                          |                                     | 76e - 81e   | Élu pour terminer le mandat de Taylor. Réélu en 1940. Réélu en 1942. Réélu en 1944. Réélu en 1946. Réélu en 1948. Perd sa renomination. |                                       |
| Howard Baker                   | Républicain              | 3 janvier 1951 - 7 janvier 1964     | 82e - 88e   | Élu en 1950. Réélu en 1952. Réélu en 1954. Réélu en 1956. Réélu en 1958. Réélu en 1960. Réélu en 1962. Décès. |                                       |
| 1953–1963                      |                          |                                     | 82e - 88e   | Élu en 1950. Réélu en 1952. Réélu en 1954. Réélu en 1956. Réélu en 1958. Réélu en 1960. Réélu en 1962. Décès. |                                       |
| 1963–1973                      |                          |                                     | 82e - 88e   | Élu en 1950. Réélu en 1952. Réélu en 1954. Réélu en 1956. Réélu en 1958. Réélu en 1960. Réélu en 1962. Décès. |                                       |
| Vacant                         | Vacant                   | 7 janvier 1964 - 10 mars 1964       | 88e         | |                                       |
| Irene Baker (en)               | Républicain              | 10 mars 1964 - 3 janvier 1965       | 88e         | Élue pour terminer le mandat de son mari. Retrait. |                                       |
| John Duncan Sr.                | Républicain              | 3 janvier 1965 - 21 juin 1988       | 89e - 100e  | Élu en 1964. Réélu en 1966. Réélu en 1968. Réélu en 1970. Réélu en 1972. Réélu en 1974. Réélu en 1976. Réélu en 1978. Réélu en 1980. Réélu en 1982. Réélu en 1984. Réélu en 1986. Décès. |                                       |
| John Duncan Sr.                | Républicain              | 3 janvier 1965 - 21 juin 1988       | 89e - 100e  | Élu en 1964. Réélu en 1966. Réélu en 1968. Réélu en 1970. Réélu en 1972. Réélu en 1974. Réélu en 1976. Réélu en 1978. Réélu en 1980. Réélu en 1982. Réélu en 1984. Réélu en 1986. Décès. | 1973–1983                             |
| John Duncan Sr.                | Républicain              | 3 janvier 1965 - 21 juin 1988       | 89e - 100e  | Élu en 1964. Réélu en 1966. Réélu en 1968. Réélu en 1970. Réélu en 1972. Réélu en 1974. Réélu en 1976. Réélu en 1978. Réélu en 1980. Réélu en 1982. Réélu en 1984. Réélu en 1986. Décès. | 1983–1993                             |
| Vacant                         | Vacant                   | 21 juin 1988 - 8 novembre 1988      | 100e        | |                                       |
| Jimmy Duncan                   | Républicain              | 8 novembre 1988 - 3 janvier 2019    | 100e - 115e | Élu pour terminer le mandat de son père. Également élu pour un autre mandat. Réélu en 1990. Réélu en 1992. Réélu en 1994. Réélu en 1996. Réélu en 1998. Réélu en 2000. Réélu en 2002. Réélu en 2004. Réélu en 2006. Réélu en 2008. Réélu en 2010. Réélu en 2012. Réélu en 2014. Réélu en 2016. Retrait. |                                       |
| Jimmy Duncan                   | Républicain              | 8 novembre 1988 - 3 janvier 2019    | 100e - 115e | Élu pour terminer le mandat de son père. Également élu pour un autre mandat. Réélu en 1990. Réélu en 1992. Réélu en 1994. Réélu en 1996. Réélu en 1998. Réélu en 2000. Réélu en 2002. Réélu en 2004. Réélu en 2006. Réélu en 2008. Réélu en 2010. Réélu en 2012. Réélu en 2014. Réélu en 2016. Retrait. | 1993–2003                             |
| Jimmy Duncan                   | Républicain              | 8 novembre 1988 - 3 janvier 2019    | 100e - 115e | Élu pour terminer le mandat de son père. Également élu pour un autre mandat. Réélu en 1990. Réélu en 1992. Réélu en 1994. Réélu en 1996. Réélu en 1998. Réélu en 2000. Réélu en 2002. Réélu en 2004. Réélu en 2006. Réélu en 2008. Réélu en 2010. Réélu en 2012. Réélu en 2014. Réélu en 2016. Retrait. | 2003–2013                             |
| Jimmy Duncan                   | Républicain              | 8 novembre 1988 - 3 janvier 2019    | 100e - 115e | Élu pour terminer le mandat de son père. Également élu pour un autre mandat. Réélu en 1990. Réélu en 1992. Réélu en 1994. Réélu en 1996. Réélu en 1998. Réélu en 2000. Réélu en 2002. Réélu en 2004. Réélu en 2006. Réélu en 2008. Réélu en 2010. Réélu en 2012. Réélu en 2014. Réélu en 2016. Retrait. | 2013–2023                             |
| Tim Burchett                   | Républicain              | 3 janvier 2019 - Présent            | 116e - 118e | Élu en 2018. Réélu en 2020. Réélu en 2022. |                                       |
| Tim Burchett                   | Républicain              | 3 janvier 2019 - Présent            | 116e - 118e | Élu en 2018. Réélu en 2020. Réélu en 2022. | 2023–Présent                          |

## Résultats des récentes élections
Voici les résultats des dix précédents cycles électoraux dans le district.

### 2004
| Élection de 2004 du 2e district congressionnel du Tennessee | Élection de 2004 du 2e district congressionnel du Tennessee | Élection de 2004 du 2e district congressionnel du Tennessee | Élection de 2004 du 2e district congressionnel du Tennessee | Élection de 2004 du 2e district congressionnel du Tennessee |
| ----------------------------------------------------------- | ----------------------------------------------------------- | ----------------------------------------------------------- | ----------------------------------------------------------- | ----------------------------------------------------------- |
| Parti                                                       | Parti                                                       | Candidat                                                    | Votes                                                       | %                                                           |
|                                                             | Républicain                                                 | Jimmy Duncan (sortant)                                      | 215 795                                                     | 79,1                                                        |
|                                                             | Démocrate                                                   | John Green                                                  | 52 155                                                      | 19,1                                                        |
|                                                             | Indépendant                                                 | Charles E. Howard                                           | 4 978                                                       | 1,8                                                         |
| Total des votes                                             | Total des votes                                             | Total des votes                                             | 272 928                                                     | 100 %                                                       |
|                                                             | Les Républicains conservent                                 |                                                             |                                                             |                                                             |

### 2006
| Élection de 2006 du 2e district congressionnel du Tennessee | Élection de 2006 du 2e district congressionnel du Tennessee | Élection de 2006 du 2e district congressionnel du Tennessee | Élection de 2006 du 2e district congressionnel du Tennessee | Élection de 2006 du 2e district congressionnel du Tennessee |
| ----------------------------------------------------------- | ----------------------------------------------------------- | ----------------------------------------------------------- | ----------------------------------------------------------- | ----------------------------------------------------------- |
| Parti                                                       | Parti                                                       | Candidat                                                    | Votes                                                       | %                                                           |
|                                                             | Républicain                                                 | Jimmy Duncan (sortant)                                      | 157 095                                                     | 77,7                                                        |
|                                                             | Démocrate                                                   | John Green                                                  | 45 025                                                      | 22,3                                                        |
| Total des votes                                             | Total des votes                                             | Total des votes                                             | 202 120                                                     | 100 %                                                       |
|                                                             | Les Républicains conservent                                 |                                                             |                                                             |                                                             |

### 2008
| Élection de 2008 du 2e district congressionnel du Tennessee | Élection de 2008 du 2e district congressionnel du Tennessee | Élection de 2008 du 2e district congressionnel du Tennessee | Élection de 2008 du 2e district congressionnel du Tennessee | Élection de 2008 du 2e district congressionnel du Tennessee |
| ----------------------------------------------------------- | ----------------------------------------------------------- | ----------------------------------------------------------- | ----------------------------------------------------------- | ----------------------------------------------------------- |
| Parti                                                       | Parti                                                       | Candidat                                                    | Votes                                                       | %                                                           |
|                                                             | Républicain                                                 | Jimmy Duncan (sortant)                                      | 227 120                                                     | 78,1                                                        |
|                                                             | Démocrate                                                   | Bob Scott                                                   | 63 639                                                      | 21,9                                                        |
| Total des votes                                             | Total des votes                                             | Total des votes                                             | 290 759                                                     | 100 %                                                       |
|                                                             | Les Républicains conservent                                 |                                                             |                                                             |                                                             |

### 2010
| Élection de 2010 du 2e district congressionnel du Tennessee | Élection de 2010 du 2e district congressionnel du Tennessee | Élection de 2010 du 2e district congressionnel du Tennessee | Élection de 2010 du 2e district congressionnel du Tennessee | Élection de 2010 du 2e district congressionnel du Tennessee |
| ----------------------------------------------------------- | ----------------------------------------------------------- | ----------------------------------------------------------- | ----------------------------------------------------------- | ----------------------------------------------------------- |
| Parti                                                       | Parti                                                       | Candidat                                                    | Votes                                                       | %                                                           |
|                                                             | Républicain                                                 | Jimmy Duncan (sortant)                                      | 141 796                                                     | 84,8                                                        |
|                                                             | Démocrate                                                   | Dave Hancock                                                | 25 400                                                      | 15,2                                                        |
| Total des votes                                             | Total des votes                                             | Total des votes                                             | 167 196                                                     | 100 %                                                       |
|                                                             | Les Républicains conservent                                 |                                                             |                                                             |                                                             |

### 2012
| Élection de 2012 du 2e district congressionnel du Tennessee | Élection de 2012 du 2e district congressionnel du Tennessee | Élection de 2012 du 2e district congressionnel du Tennessee | Élection de 2012 du 2e district congressionnel du Tennessee | Élection de 2012 du 2e district congressionnel du Tennessee |
| ----------------------------------------------------------- | ----------------------------------------------------------- | ----------------------------------------------------------- | ----------------------------------------------------------- | ----------------------------------------------------------- |
| Parti                                                       | Parti                                                       | Candidat                                                    | Votes                                                       | %                                                           |
|                                                             | Républicain                                                 | Jimmy Duncan (sortant)                                      | 196 894                                                     | 74,4                                                        |
|                                                             | Démocrate                                                   | Troy Goodale                                                | 54 522                                                      | 20,6                                                        |
|                                                             | Vert                                                        | Norris Dryer                                                | 5 733                                                       | 2,2                                                         |
|                                                             | Indépendant                                                 | Brandon Stewart                                             | 2 974                                                       | 1,1                                                         |
|                                                             | Libertarien                                                 | Greg Samples                                                | 4 382                                                       | 1,7                                                         |
| Total des votes                                             | Total des votes                                             | Total des votes                                             | 264 505                                                     | 100 %                                                       |
|                                                             | Les Républicains conservent                                 |                                                             |                                                             |                                                             |

### 2014
| Élection de 2014 du 2e district congressionnel du Tennessee | Élection de 2014 du 2e district congressionnel du Tennessee | Élection de 2014 du 2e district congressionnel du Tennessee | Élection de 2014 du 2e district congressionnel du Tennessee | Élection de 2014 du 2e district congressionnel du Tennessee |
| ----------------------------------------------------------- | ----------------------------------------------------------- | ----------------------------------------------------------- | ----------------------------------------------------------- | ----------------------------------------------------------- |
| Parti                                                       | Parti                                                       | Candidat                                                    | Votes                                                       | %                                                           |
|                                                             | Républicain                                                 | Jimmy Duncan (sortant)                                      | 120 853                                                     | 72,5                                                        |
|                                                             | Démocrate                                                   | Bob Scott                                                   | 37 599                                                      | 22,6                                                        |
|                                                             | Indépendant                                                 | Casey Gouge                                                 | 4 222                                                       | 2,5                                                         |
|                                                             | Vert                                                        | Norris Dryer                                                | 4 033                                                       | 2,4                                                         |
| Total des votes                                             | Total des votes                                             | Total des votes                                             | 166 707                                                     | 100 %                                                       |
|                                                             | Les Républicains conservent                                 |                                                             |                                                             |                                                             |

### 2016
| Élection de 2016 du 2e district congressionnel du Tennessee | Élection de 2016 du 2e district congressionnel du Tennessee | Élection de 2016 du 2e district congressionnel du Tennessee | Élection de 2016 du 2e district congressionnel du Tennessee | Élection de 2016 du 2e district congressionnel du Tennessee |
| ----------------------------------------------------------- | ----------------------------------------------------------- | ----------------------------------------------------------- | ----------------------------------------------------------- | ----------------------------------------------------------- |
| Parti                                                       | Parti                                                       | Candidat                                                    | Votes                                                       | %                                                           |
|                                                             | Républicain                                                 | Jimmy Duncan (sortant)                                      | 212 455                                                     | 75,6                                                        |
|                                                             | Démocrate                                                   | Stuart Starr                                                | 68 401                                                      | 24,4                                                        |
| Total des votes                                             | Total des votes                                             | Total des votes                                             | 280 856                                                     | 100 %                                                       |
|                                                             | Les Républicains conservent                                 |                                                             |                                                             |                                                             |

### 2018
| Élection de 2018 du 2e district congressionnel du Tennessee | Élection de 2018 du 2e district congressionnel du Tennessee | Élection de 2018 du 2e district congressionnel du Tennessee | Élection de 2018 du 2e district congressionnel du Tennessee | Élection de 2018 du 2e district congressionnel du Tennessee |
| ----------------------------------------------------------- | ----------------------------------------------------------- | ----------------------------------------------------------- | ----------------------------------------------------------- | ----------------------------------------------------------- |
| Parti                                                       | Parti                                                       | Candidat                                                    | Votes                                                       | %                                                           |
|                                                             | Républicain                                                 | Tim Burchett                                                | 172 856                                                     | 65,9                                                        |
|                                                             | Démocrate                                                   | Renee Hoyos                                                 | 86 668                                                      | 33,1                                                        |
|                                                             | Indépendant                                                 | Greg Samples                                                | 967                                                         | 0,4                                                         |
|                                                             | Indépendant                                                 | Jeffrey Grunau                                              | 657                                                         | 0,3                                                         |
|                                                             | Indépendant                                                 | Marc Whitmire                                               | 637                                                         | 0,2                                                         |
|                                                             | Indépendant                                                 | Keith LaTorre                                               | 349                                                         | 0,1                                                         |
| Total des votes                                             | Total des votes                                             | Total des votes                                             | 262 134                                                     | 100 %                                                       |
|                                                             | Les Républicains conservent                                 |                                                             |                                                             |                                                             |

### 2020
| Élection de 2020 du 2e district congressionnel du Tennessee | Élection de 2020 du 2e district congressionnel du Tennessee | Élection de 2020 du 2e district congressionnel du Tennessee | Élection de 2020 du 2e district congressionnel du Tennessee | Élection de 2020 du 2e district congressionnel du Tennessee |
| ----------------------------------------------------------- | ----------------------------------------------------------- | ----------------------------------------------------------- | ----------------------------------------------------------- | ----------------------------------------------------------- |
| Parti                                                       | Parti                                                       | Candidat                                                    | Votes                                                       | %                                                           |
|                                                             | Républicain                                                 | Tim Burchett (sortant)                                      | 238 907                                                     | 67,6                                                        |
|                                                             | Démocrate                                                   | Renee Hoyos                                                 | 109 684                                                     | 31,1                                                        |
|                                                             | Indépendant                                                 | Matthew Campbell                                            | 4 592                                                       | 1,3                                                         |
|                                                             | Indépendant                                                 | Ronald Cornell Jr. (write-in)                               | 7                                                           | 0,0                                                         |
|                                                             | Indépendant                                                 | David Dockery (write-in)                                    | 7                                                           | 0,0                                                         |
| Total des votes                                             | Total des votes                                             | Total des votes                                             | 353 197                                                     | 100 %                                                       |
|                                                             | Les Républicains conservent                                 |                                                             |                                                             |                                                             |

### 2022
| Primaire républicaine de 2022 du 2e district congressionnel du Tennessee | Primaire républicaine de 2022 du 2e district congressionnel du Tennessee | Primaire républicaine de 2022 du 2e district congressionnel du Tennessee | Primaire républicaine de 2022 du 2e district congressionnel du Tennessee | Primaire républicaine de 2022 du 2e district congressionnel du Tennessee |
| ------------------------------------------------------------------------ | ------------------------------------------------------------------------ | ------------------------------------------------------------------------ | ------------------------------------------------------------------------ | ------------------------------------------------------------------------ |
| Parti                                                                    | Parti                                                                    | Candidat                                                                 | Votes                                                                    | %                                                                        |
|                                                                          | Républicain                                                              | Tim Burchett (sortant)                                                   | 56 880                                                                   | 100%                                                                     |

| Primaire Démocrate de 2022 du 2e district congressionnel du Tennessee | Primaire Démocrate de 2022 du 2e district congressionnel du Tennessee | Primaire Démocrate de 2022 du 2e district congressionnel du Tennessee | Primaire Démocrate de 2022 du 2e district congressionnel du Tennessee | Primaire Démocrate de 2022 du 2e district congressionnel du Tennessee |
| --------------------------------------------------------------------- | --------------------------------------------------------------------- | --------------------------------------------------------------------- | --------------------------------------------------------------------- | --------------------------------------------------------------------- |
| Parti                                                                 | Parti                                                                 | Candidat                                                              | Votes                                                                 | %                                                                     |
|                                                                       | Démocrate                                                             | Mark Harmon                                                           | 24 879                                                                | 100%                                                                  |

| Élection de 2022 du 2e district congressionnel du Tennessee | Élection de 2022 du 2e district congressionnel du Tennessee | Élection de 2022 du 2e district congressionnel du Tennessee | Élection de 2022 du 2e district congressionnel du Tennessee | Élection de 2022 du 2e district congressionnel du Tennessee |
| ----------------------------------------------------------- | ----------------------------------------------------------- | ----------------------------------------------------------- | ----------------------------------------------------------- | ----------------------------------------------------------- |
| Parti                                                       | Parti                                                       | Candidat                                                    | Votes                                                       | %                                                           |
|                                                             | Républicain                                                 | Tim Burchett (sortant)                                      | 141 089                                                     | 67,9                                                        |
|                                                             | Démocrate                                                   | Mark Harmon                                                 | 66 673                                                      | 32,1                                                        |
| Total des votes                                             | Total des votes                                             | Total des votes                                             | 207 762                                                     | 100 %                                                       |
|                                                             | Les Républicains conservent                                 |                                                             |                                                             |                                                             |

### 2024
| Primaire républicaine de 2024 du 2e district congressionnel du Tennessee | Primaire républicaine de 2024 du 2e district congressionnel du Tennessee | Primaire républicaine de 2024 du 2e district congressionnel du Tennessee | Primaire républicaine de 2024 du 2e district congressionnel du Tennessee | Primaire républicaine de 2024 du 2e district congressionnel du Tennessee |
| ------------------------------------------------------------------------ | ------------------------------------------------------------------------ | ------------------------------------------------------------------------ | ------------------------------------------------------------------------ | ------------------------------------------------------------------------ |
| Parti                                                                    | Parti                                                                    | Candidat                                                                 | Votes                                                                    | %                                                                        |
|                                                                          | Républicain                                                              | Tim Burchett (sortant)                                                   | 54 617                                                                   | 100%                                                                     |

| Primaire démocrate de 2024 du 2e district congressionnel du Tennessee | Primaire démocrate de 2024 du 2e district congressionnel du Tennessee | Primaire démocrate de 2024 du 2e district congressionnel du Tennessee | Primaire démocrate de 2024 du 2e district congressionnel du Tennessee | Primaire démocrate de 2024 du 2e district congressionnel du Tennessee |
| --------------------------------------------------------------------- | --------------------------------------------------------------------- | --------------------------------------------------------------------- | --------------------------------------------------------------------- | --------------------------------------------------------------------- |
| Parti                                                                 | Parti                                                                 | Candidat                                                              | Votes                                                                 | %                                                                     |
|                                                                       | Démocrate                                                             | Jane George                                                           | 25 910                                                                | 100%                                                                  |

| Élection de 2024 du 2e district congressionnel du Tennessee | Élection de 2024 du 2e district congressionnel du Tennessee | Élection de 2024 du 2e district congressionnel du Tennessee | Élection de 2024 du 2e district congressionnel du Tennessee | Élection de 2024 du 2e district congressionnel du Tennessee |
| ----------------------------------------------------------- | ----------------------------------------------------------- | ----------------------------------------------------------- | ----------------------------------------------------------- | ----------------------------------------------------------- |
| Parti                                                       | Parti                                                       | Candidat                                                    | Votes                                                       | %                                                           |
|                                                             | Républicain                                                 | Tim Burchett (sortant)                                      | TBD                                                         | TBD                                                         |
|                                                             | Démocrate                                                   | Jane George                                                 | TBD                                                         | TBD                                                         |
| Total des votes                                             | Total des votes                                             | Total des votes                                             | TBD                                                         | 100 %                                                       |
|                                                             |                                                             |                                                             |                                                             |                                                             |